# Eidam
Eidam (výslovnost „ejdam“ nebo „ajdam“; český název pochází z nizozemského Edammer kaas) je mírně nasládlý polotuhý původně plnotučný sýr vyráběný z pasterovaného kravského mléka, původem z nizozemského města Edam.
Eidam má jemnou, nepříliš slanou chuť, během zrání chuť sílí a struktura je více drobivá. Ve srovnání s jinými sýry je téměř bez zápachu. Barva eidamu je nažloutlá, přílišná bledost ukazuje na nedostatečnou zralost. Eidam se typicky připravuje ve formě bochníků o váze 1.7–2.5 kg, které následně zrají 4 týdny až 10 nebo i 15 měsíců. Obsah tuku v sušině bývá u původní varianty 40 % nebo 45 %. Eidam s nižším obsahem tuku (typicky 30 %, ale i 20 %) je považován za české specifikum a je více vhodný ke smažení (v tzv. trojobalu, ze kterého se neroztéká, oproti pravému plnotučnému, viz smažený sýr neboli smažák). Obsah sušiny v eidamu by měl být 52 % (u 30 % obsahu tuku) či 56 % (u 45 % obsahu tuku).

## Historie
Název eidam (původně edam) je odvozen od jména přístavního městečka Edam u jezera Ijsselmeer v provincii Severní Holandsko (Noord Holland). Již od 16. století se zde konají pravidelné sýrové trhy. Ve 13. až 17. století byl eidam nejoblíbenějším sýrem zejména při lodních plavbách a v koloniích, a to hlavně z toho důvodu, že během zrání pouze tvrdnul a nekazil se. Vyráběl se ve tvaru koule a balen býval do červeného voskového obalu. Typicky byly obaly žluté nebo červené barvy, černé varianty označují sýr zrající alespoň 17 týdnů.
V Čechách a na Moravě započala výroba tohoto sýra díky sýrařským mistrům z Nizozemí a z počátku se vyráběl pod názvy „holandský salám“ nebo „holandská cihla“, v té době byl také ještě v některých mlékárnách v původním tvaru koule (např. Želetava). Název edam se objevil v historických pramenech až v roce 1914 a slovo eidam se objevilo vedle slova edam až v roce 1931 a po 2. světové válce zcela převládlo. Důvod českého názvu není známý, ale i v nizozemštině se edam vyslovuje jako "ejdam".
V roce 2010 se eidam spolu s goudou staly chráněným zeměpisným označením pod názvy "Edam Holland" a "Gouda Holland". Proti tomuto kroku Nizozemska vystoupilo několik států včetně Česka a Slovenska s tím, že suroviny pro výrobu eidamu nejsou nijak zeměpisně specifické. Z české strany přišel i protinávrh na chráněné zeměpisné označení pro český eidam, který má typicky nižší podíl tuku (obvykle 30 %) než původní nizozemský edam. Výrobu českého eidamu ani goudy to ale nijak neovlivnilo, u eidamu mimo jiné i díky odlišnému názvu. V ČR sýry tohoto typu vyrábí zhruba 15 mlékáren. V roce 2017 byla ale polovina eidamu na českém trhu z dovozu, důvodem je nízká cena eidamu z Polska a Německa.

## Výroba
Na jeden kilogram eidamu je třeba přes 8 litrů mléka. K mléku se po pasterizaci přidá syřidlo a soli (případně i barviva, obvykle karoteny), sýr se nechá odstát při teplotě 30 °C, nakrájí se a nechá odkapat. Poté se napaří horkou vodou na 33 °C, scedí a dále se již tvaruje, nechá asi 3 dny ve slaném nálevu, poté vysuší a nechá uzrát.
Nizozemský eidam je vyráběn v několika tvarových variantách:
- Baby edam: 0,8–1,2 kg, koule
- Edam: 1,7–2,5 kg, koule
- Commisiekaas (komisní sýr, dvojitý edam): 3–4,5 kg, koule
- Middlebare edam (kořeněný kmínem): 2,5–4,5 kg, hranol
- Edam blokový: až 12 kg, blok

## Průměrný obsah látek a minerálů
Tabulka udává dlouhodobě průměrný obsah živin, prvků, vitamínů a dalších nutričních parametrů zjištěných v eidamském sýru.
| Složka          | Jednotka | Průměrný obsah | Prvek (mg/100 g) | Průměrný obsah | Složka (mg/100g) | Průměrný obsah |
| --------------- | -------- | -------------- | ---------------- | -------------- | ---------------- | -------------- |
| voda            | g/100 g  | 43,8           | Na               | 996            | vitamín C        | stopy          |
| bílkoviny       | g/100 g  | 25             | K                | 89             | vitamín D        | stopy          |
| tuky            | g/100 g  | 26,0           | Ca               | 795            | vitamín E        | 0,80           |
| cukry           | g/100 g  | stopy          | Mg               | 34             | vitamín B6       | 0,09           |
| celkový dusík   | g/100 g  | 4,18           | P                | 508            | vitamín B12      | 0,0021         |
| vláknina        | g/100 g  | 0              | Fe               | 0,3            | karoten          | 0,182          |
| mastné kyseliny | g/100 g  | 22,1           | Cu               | stopy          | thiamin          | 0,03           |
| cholesterol     | mg/100 g | 71             | Zn               | 3,8            | riboflavin       | 0,35           |
| Se              | mg/100 g | 0,007          | I                | 0,013          | niacin           | 0              |
| energie         | kJ/100 g | 1416           | Mn               | stopy          | Cl               | 1570           |

## Zajímavosti
Stejně jako gouda nebo ementál může eidam obsahovat díry (oka) – ty vznikají primárně během fermentace kyseliny propionové a citronové za vzniku oxidu uhličitého, což způsobují startovací kultury mikroorganismů. V ČR jde o nejpopulárnější sýr na trhu, v roce 2010 hovořila data o prodeji více než 37 tisíc tun za rok a v roce 2008 o celkové výrobě přes 40 tisíc tun. Zatímco v ČR je velmi běžný sýr prodávaný již jako plátkový, v ostatních evropských zemích jako právě Nizozemí nebo Švédsko a Norsko se sýry běžně prodávají v kilových baleních a ukrajují se kovovými hoblíky na sýr (fungují v zásadě jako škrabky).